# كلوزه
كلوزة هي بلدية في مدينة امسلاند في ولاية سكسونيا السفلى, ألمانيا.